# Pliométrie

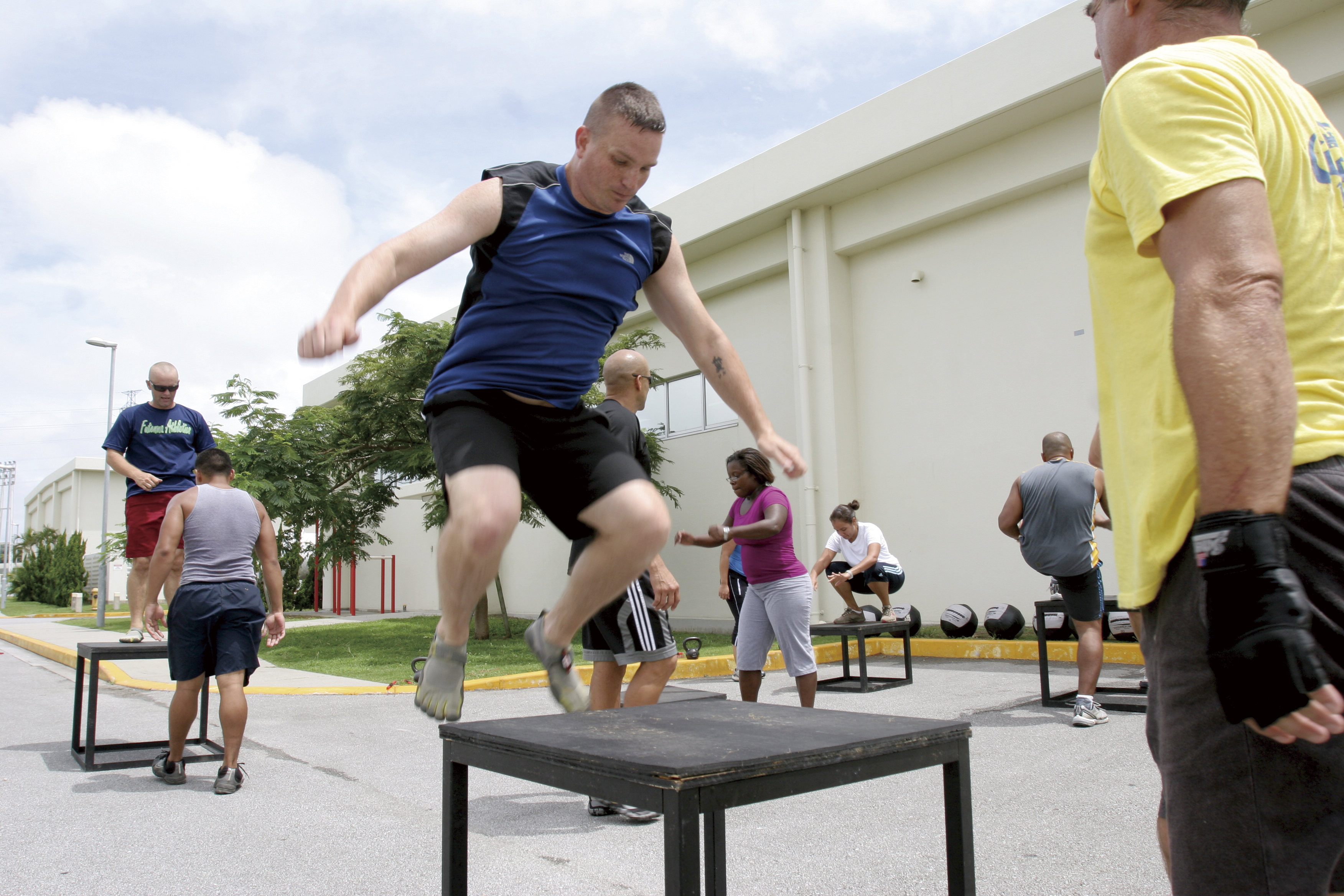
Exemple d'entrainement au « saut pliométrique ».

La pliométrie est un ensemble d'exercices de musculation focalisé sur la tonicité des muscles striés squelettiques. Typiquement il s'agit d'actions de type sprint, changement brusques de direction, capacité de saut sans élan (saut vertical aussi dit Countermovement Jump ou en longueur), etc.
L'entraînement pliométrique consiste à faire travailler en puissance et explosivité un ou plusieurs muscles du corps. Il est généralement constitué d'un étirement rapide des agonistes, suivi d'une contraction maximale, utilisant principalement le poids du corps et son inertie comme outil.
Ce phénomène se base sur les propriétés neuromusculaires des fibres musculaires et met en jeu la facilitation neuromusculaire proprioceptive.

## Étymologie
Pliométrie vient du grec πλείων (pleíōn) « plus », et μέτρον (métron) « mesure ».

## Le réflexe d'étirement
On retrouve au niveau des fibres des faisceaux musculaires, les récepteurs proprioceptifs sensoriels de l'étirement. Quand le muscle est étiré, le faisceau l'est autant. Ce dernier enregistre la variation de longueur et la rapidité de l'étirement et transmet ces signaux à la moelle épinière qui intègre cette information. Ce trajet neurologique active le réflexe d'étirement (également appelé réflexe myotatique), qui essaie de résister au changement de la longueur musculaire en causant une contraction du  muscle étiré. Plus le changement de l'étirement est rapide, plus la contraction du muscle étiré est forte. Cette fonction de base aide à maintenir le tonus du muscle et à le protéger de blessures potentielles (lire déchirures musculaires).

## Au niveau du sport
La répétition d'enchaînement rapide de mouvements permet d'en augmenter la vitesse ; la force élastique du muscle s'ajoutant à la force musculaire, augmentent aussi la puissance de l'action. L'entraînement pliométrique est un outil utile pour travailler la force-vitesse chez le sportif. 
La pliometrie regroupe principalement des exercices de sauts et de sprints, mais qui sont chez les sportifs associés à des échauffements et à des exercices complémentaires de musculation du haut et du bas du corps, via des mouvements spécifiques (proches ou non du geste sportif réel en situation de compétition).

### Types
Il existe plusieurs types d'exercices pliométriques :
avec ou sans charge, verticale (orientée vers les bonds), ou horizontale (orientée vers la course).

### Prépuberté et puberté
Selon la littérature scientifique, toute personne désirant se soumettre à un entraînement en pliométrie devrait avoir une structure osseuse et musculaire mature, afin d'éviter une surcharge sur les articulations immatures.
Selon les conclusions d'une étude récente, l'introduction de 8 semaines d'exercices pliométriques de sauts dans les séances d'entrainement de garçons prépubères n'a pas eu d'effet détectables sur les mesures de leur performance athlétique au football. 

## Utilité
Le travail est basé sur les rebonds, en particulier les sauts, et concerne à la fois le haut et le bas du corps. 
Ce travail renforce et améliore les performances en termes de détente coordination et d'« explosivité ». Il est donc très utile en hockey sur glace, football, parkour, basket-ball, handball,  volley-ball, tennis, athlétisme, gymnastique, patinage artistique, twirling-bâton, badminton, arts martiaux mixtes, wushu, escalade, etc.
C'est aussi l'un des moyens de développement privilégié de la vitesse : toutes les activités sportives sollicitant une vitesse cyclique ou acyclique importante sont ainsi concernées. Gilles Cometti, de l'UFR STAPS de Dijon a notamment publié un ouvrage de référence sur ce sujet : La pliométrie.
Selon une étude publiée en 2018, ses effets sur la forme physique sont plus significatifs pour les footballeurs si les exercices de pliométrie sont pratiqués avant les séances d'entraînement spécifique au football, non après.